# Defensores de Belgrano
Defensores de Belgrano ist ein argentinischer Fußballverein aus dem Stadtteil Núñez der Hauptstadt Buenos Aires. Der Verein wird auch Defe oder El Dragón genannt.

## Geschichte
Defensores de Belgrano wurde 1906 gegründet und trat zunächst in unabhängigen Ligen an, bevor es 1912 in den offiziellen Fußball eintrat. Der Verein gewann mehrere Turniere, darunter die Liga Buenos Aires (1907) und die Liga Anglo-Argentinien (1912). Nach dem Aufstieg in die Primera División 1914 erlebte der Verein Höhen und Tiefen, darunter einen sofortigen Abstieg, den er 1917 wieder wettmachte. Defensores war 1919 Mitbegründer der Asociación Amateur de Football und feierte 1928 einen Erfolg im Abstiegskampf. In den 1930er Jahren stellte der Verein die Spieler Ernesto Belis und Luis Izzeta für die Weltmeisterschaft in Italien und es begann die Rivalität mit dem CA Excursionistas. Nach mehreren Abstiegen und Aufstiegen in den 1950er Jahren gelang 2001 der erste Aufstieg in die Primera Nacional B. Nach einem weiteren Abstieg 2005 folgte 2018 der zweite Aufstieg in die Nacional B.

## Stadion
Seine Heimspiele trägt Defensores de Belgrano im 9000 Zuschauer fassenden Estadio Juan Pasquale aus. Das Stadion wurde 1910 eröffnet.

## Rivalität
Hauptrivale des Vereins ist der CA Excursionistas, der mit den Defensores de Belgrano den Clásico del Bajo ausspielt. Der Name leitet sich von den beiden Heimatstadtteilen Bajo Belgrano (Excursionistas) und Bajo Núñez ab.

## Frauenfußball
Die Frauenfußballabteilung wurde Mitte 2019 gegründet, als die Erstligamannschaft von Universidad de Buenos Aires durch fortschreitende Professionalisierung der Liga nicht mehr die Verbandsanforderungen erfüllte und so eine Fusion zustande kam. Nach vier Jahren in der ersten Liga stieg das Team 2023 in die zweite Liga ab.